# Anatol Vieru
Anatol Vieru (ur. 8 czerwca 1926 w Jassach, zm. 9 października 1998 w Bukareszcie) – rumuński kompozytor, dyrygent i muzykolog.

## Życiorys
W latach 1946–1951 studiował w konserwatorium w Bukareszcie, a następnie w Konserwatorium Moskiewskim pod kierunkiem Arama Chaczaturiana . 
Był dyrygentem w Teatrze Narodowym w Bukareszcie (1947–1950), a także redaktorem naczelnym "Muzica", dziennika Związku Kompozytorów Rumuńskich (do 1951). Od 1955 z przerwami do 1998 wykładał orkiestrację i kompozycję w konserwatorium w Bukareszcie. Na przestrzeni blisko 30 lat (1970–1997) wykładał też w znanych zagranicznych uczelniach muzycznych, m.in. Sarah Lawrence College w Yonkers, nowojorskiej Juilliard School oraz w konserwatoriach w Moskwie i Jerozolimie. Jako egzaminator brał udział w Międzynarodowych Letnich Kursach Nowej Muzyki w Darmstadt .
Pod koniec lat 90. Vieru był najbardziej znanym rumuńskim kompozytorem na arenie międzynarodowej . Jego muzyka przeszła niezwykły progres od pieśni patriotycznych i wielkich form chóralno-wokalnych w czasach stalinowskich (1950–1955), poprzez poszukiwania awangardowe w latach 60. i 70., aż po tendencje neoklasycystyczne w latach 80. 

## Nagrody i wyróżnienia
(na podstawie materiałów źródłowych )
- 1949 – Rumuńska Nagroda Państwowa
- 1962 – nagroda kompozytorska w Konkursie im. królowej Marie-José (Genewa)
- 1966 – nagroda Fundacji im. S. Kusewickiego (Nowy Jork)
- 1967 – nagroda im. G. Enescu, za całokształ pracy twórczej
- 1986 – nagroda im. Herdera (Wiedeń)

## Ważniejsze kompozycje
(na podstawie materiałów źródłowych )
|  | - Symfonia kameralna na 15 instrumentów i głos (1962) - I symfonia Oda tacerii (Ode to Silence) (1967) - II symfonia (1973) - III symfonia La un cutremur (Earthquake Symphonia) (1978) - IV symfonia (1982) - V symfonia na chór i orkiestrę, do poezji Mihaia Eminescu (1984–1985) - VI symfonia Exodus (1989) - VII symfonia Anul soarelui calm (The Year of the Silent Sun) (1992–1993) - Koncert na orkiestrę (1954–1955) - Koncert na flet (1958) - Koncert wiolonczelowy (1962) - Koncert skrzypcowy (1964) - Koncert gitarowy (1996) - Suita în stil vechi (Suite in an Olden Style), na orkiestrę smyczkową (1945) - Dansuri simfonice (1952) - Simfonia de camera na 15 instrumentów i głos (1962) - Jocuri (Jeux), na fortepian i orkiestrę (1963) - Clepsidra I (Sonnenuhr) (1968–1969) - Muzeu muzical (Museum Music), na klawesyn i 12 instrumentów smyczkowych (1968) - Sinfonietta (1975) - Sinfonia concertante, na wiolonczelę i orkiestrę (1987) - Memorial (1990) - Psalm (1993) - Elegia II, na wiolonczelę, kontrabas i orkiestrę kameralną (1998) | - I kwartet smyczkowy (1955) - II kwartet smyczkowy (1956) - III kwartet smyczkowy z sopranem (1973) - IV kwartet smyczkowy (1980) - V kwartet smyczkowy (1982) - VI kwartet smyczkowy (1986) - VII kwartet smyczkowy (1987) - VIII kwartet smyczkowy (1991) - Kwintet klarnetowy (1957) - Kammersymphonie (1962) - Nautilos, na fortepian i taśmę (1969) - Nașterea unui limbaj (The Birth of a Language, na fortepian, na 4 ręce (1971) - Mozaicuri (Mosaics), dla 3 perkusjonistów (1972) - Iosif și frații săi (Joseph and his Brothers), na 11 instrumentów i taśmę (1979) - Scoica (Shell), na 15 instrumentów smyczkowych (1982) - Sonata, na skrzypce i wiolonczelę (1984–1985) - Diaphonie, na wiolonczelę i kontrabas (1987) - Epistolaire, na flet i fortepian (1988) - Multigen, na flet, obój, saksofon, perkusję i fortepian (1988) - Giusto, na saksofon 2 gitary, syntezator i perkusję {1989) - Kwartet saksofonowy (1990) - Trio microtonowe, na fagot, gitarę i kontrabas (1992) - Toccatina, na 2 gitary (1995) - Masca (Masks), na flet, wiolonczelę i kontrabas (1996) - Elegia I, na saksofon i organy (1997) - Posviascenie (Dedication), na trąbkę, wiolonczelę i kotły (1997) |

A także utwory sceniczne (w tym opery), wokalne (w tym oratorium i kantata), elektroniczne oraz muzyka filmowa.